# Inginerie
.

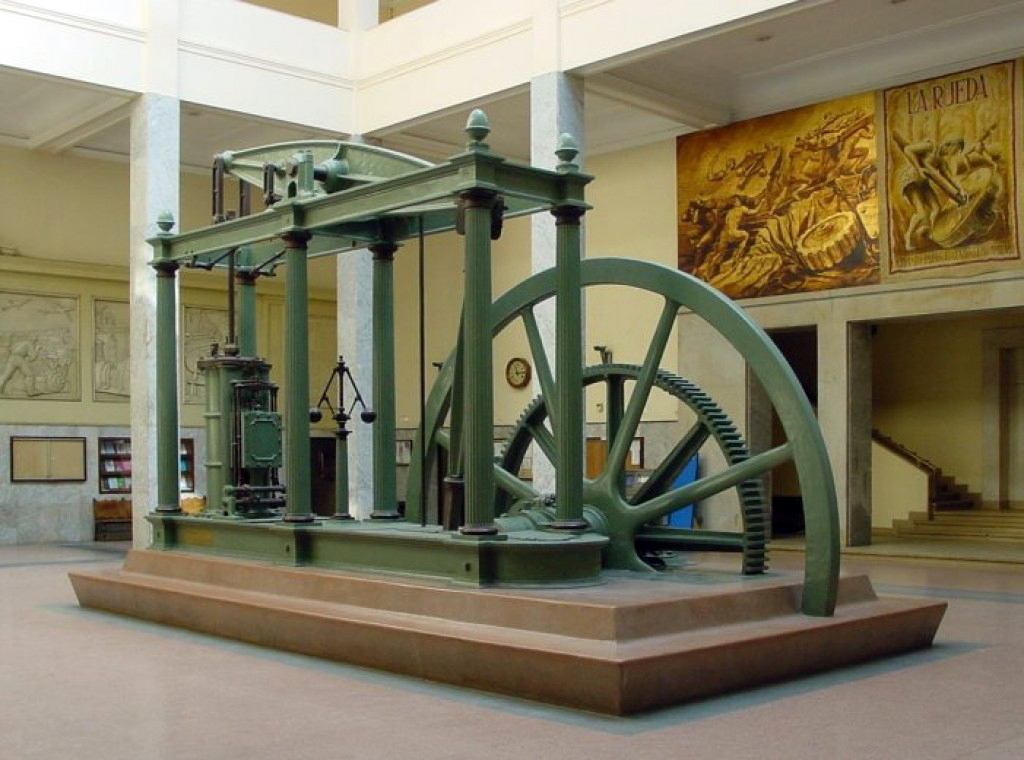
Motorul cu abur, motorul care a revoluționat industria, dezvoltându-se importanța ingineriei în istoria modernă. Acest motor cu fascicul este expus la Universitatea Tehnică din Madrid

Animația unui motor cu abur, orizontal, cu dublă acțiune, cu regulator centrifugal.

Ingineria reprezintă aplicarea cunoștințelor științifice, matematice și a experienței practice pentru a crea obiecte și procese utile pentru a rezolva probleme tehnice, de  creștere eficiente a productivității și subdomenii care includ proiectarea și îmbunătățirea infrastructurii, mașinilor, vehiculelor, electronicelor, materialelor și sistemelor energetice.Persoanele ce se ocupă cu ingineria sunt numite ingineri.
Ingineria este aplicarea cunoașterii științifice, economice, sociale, practice asupra realitații materiale și/sau sociale in vederea proiectării, executării, intreținerii, modificării unor structuri și/sau ansamble care să fie capabile să furnizeze/genereze rezultate, produse, procese și/sau efecte predefinite și/sau conforme unor așteptări predictibile și/sau controlabile. 

## Etimologie
Cuvântul inginerie are ca origine cuvântul latinesc ingeniare, „a născoci”.

## Activitate științifică
Ingineria este o activitate riguroasă de conceptualizare și de realizare a lucrărilor de artă funcțională și de construcție de ansambluri structurale, mecanice, chimice, electrice, electromecanice, electronice sau mecatronice, activitatea executându-se potrivit regulilor artei și a unei rigori științifice.
Principiile pe care se sprijină ingineria și metodologia sa sunt eminamente logice.

## Ramuri principale ale ingineriei
Ingineria este o disciplină largă care este deseori divizată în mai multe ramuri principale. Astfel, se deosebesc: ingineria chimică, ingineria civilă, ingineria electrică, ingineria mecanică și bioingineria.

### Ingineria chimică
Ingineria chimică utilizează principiile chimiei, fizicii, matematicii, biologiei și științelor economice pentru a realiza procese chimice pe scară comercială, de exemplu fabricarea produselor chimice, rafinarea petrolului, microfabricarea, fermentarea etc.
Articol principal :  Inginerie chimică

### Ingineria civilă
Ingineria civilă se ocupă de construirea lucrărilor publice și private, de exemplu lucrări de infrastructură (aeroporturi, șosele, căi ferate, alimentări cu apă), poduri, tuneluri, baraje și clădiri. În mod obișnuit este considerată separat de ingineria militară.
Articol principal :  Inginerie civilă

### Ingineria electrică
Ingineria electrică constă în studiul, proiectarea, fabricarea și aplicarea echipamentelor, dispozitivelor și sistemelor electrice și electronice care utilizează electricitatea, electronica și electromagnetismul. Domeniile de aplicare sunt foarte variate, de exemplu circuite electrice, generatoare electrice, motoare electrice, radioteleviziune, dispozitive electromagnetice/electromecanice, electronică și dispozitive electronice, circuite electronice, fibre optice, dispozitive optoelectronice, telecomunicații, sisteme de control.
Articol principal :  Electrotehnică

### Ingineria mecanică
Ingineria mecanică este o ramură a ingineriei care combină principiile ingineriei fizice și matematicii cu știința materialor, pentru proiectarea, analiza, fabricarea și mentenanța sistemelor mecanice. Exemple de aplicare sunt aeronave și produse aerospațiale, produse de transport, motoare, compresoare, turbine, lanțuri cinematice, echipamente de izolare a vibrațiilor, robotică, echipamente audio și mecatronică.
Articol principal :  Inginerie mecanică